# Élections générales espagnoles de 2015 en Estrémadure
Les élections générales espagnoles de 2015 (en espagnol : Elecciones generales de España de 2015) se sont tenues le dimanche 20 décembre 2015 afin d'élire les 350 députés et 208 des 266 sénateurs de la XIe législature des Cortes Generales. 10 députés sont élus en Estrémadure.

## Résultats

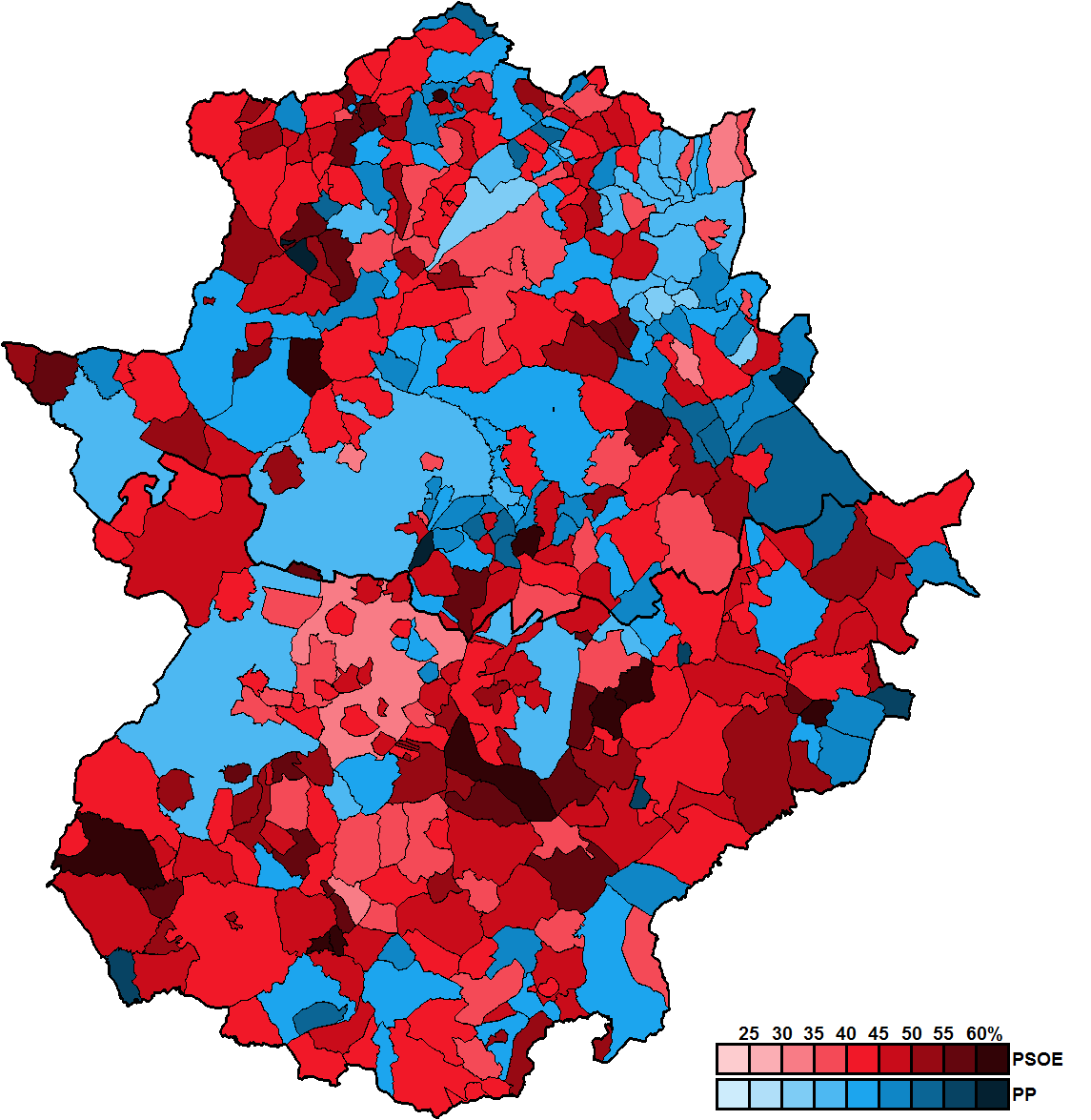
Résultats par commune.

| Parti                  | Parti                                                   | Voix    | %     | +/-   | Sièges | +/-           |
| ---------------------- | ------------------------------------------------------- | ------- | ----- | ----- | ------ | ------------- |
|                        | Parti socialiste ouvrier espagnol (PSOE)                | 233 251 | 35,98 | 1,21  | 5      | 1             |
|                        | Parti populaire (PP)                                    | 225 564 | 34,79 | 16,39 | 4      | 2             |
|                        | Podemos                                                 | 82 098  | 12,66 | Nv.   | 1      | 1             |
|                        | Ciudadanos (Cs)                                         | 73 756  | 11,38 | Nv.   | 0      | en stagnation |
|                        | Gauche unie (IU-UP)                                     | 19 590  | 3,02  | 2,68  | 0      | en stagnation |
|                        | Parti animaliste contre la maltraitance animale (PACMA) | 3 404   | 0,54  | 0,19  | 0      | en stagnation |
|                        | Union, progrès et démocratie (UPyD)                     | 2 620   | 0,40  | 3,06  | 0      | en stagnation |
|                        | Liste commune EU-CEx                                    | 2 021   | 0,31  | 0,15  | 0      | en stagnation |
|                        | Recortes Cero-Grupo Verde (RC-GV)                       | 846     | 0,13  | Nv.   | 0      | en stagnation |
|                        | Vox                                                     | 518     | 0,08  | Nv.   | 0      | en stagnation |
|                        | Vote blanc                                              | 4 676   | 0,72  | 0,45  |        |               |
|                        |                                                         |         |       |       |        |               |
| Suffrages exprimés     | Suffrages exprimés                                      | 648 344 | 98,68 |       |        |               |
| Votes nuls             | Votes nuls                                              | 8 651   | 1,32  |       |        |               |
| Total                  | Total                                                   | 656 995 | 100   | -     | 10     | en stagnation |
| Abstention             | Abstention                                              | 253 289 | 27,83 |       |        |               |
| Inscrits/Participation | Inscrits/Participation                                  | 910 284 | 72,17 |       |        |               |

### Résultats par provinces

#### Badajoz
| Parti                  | Parti                                                   | Voix    | %     | +/-   | Sièges | +/-           |
| ---------------------- | ------------------------------------------------------- | ------- | ----- | ----- | ------ | ------------- |
|                        | Parti socialiste ouvrier espagnol (PSOE)                | 148 493 | 37,18 | 0,41  | 3      | 1             |
|                        | Parti populaire (PP)                                    | 137 640 | 34,47 | 16,18 | 2      | 2             |
|                        | Podemos                                                 | 47 368  | 11,86 | Nv.   | 1      | 1             |
|                        | Ciudadanos (Cs)                                         | 45 350  | 11,36 | Nv.   | 0      | en stagnation |
|                        | Gauche unie (IU-UP)                                     | 12 338  | 3,09  | 2,86  | 0      | en stagnation |
|                        | Parti animaliste contre la maltraitance animale (PACMA) | 2 041   | 0,51  | 0,17  | 0      | en stagnation |
|                        | Union, progrès et démocratie (UPyD)                     | 1 546   | 0,39  | 3,08  | 0      | en stagnation |
|                        | Liste commune EU-CEx                                    | 951     | 0,24  | 0,10  | 0      | en stagnation |
|                        | Recortes Cero-Grupo Verde (RC-GV)                       | 508     | 0,13  | Nv.   | 0      | en stagnation |
|                        | Vote blanc                                              | 3 117   | 0,78  | 0,40  |        |               |
|                        |                                                         |         |       |       |        |               |
| Suffrages exprimés     | Suffrages exprimés                                      | 399 352 | 98,71 |       |        |               |
| Votes nuls             | Votes nuls                                              | 5 224   | 1,29  |       |        |               |
| Total                  | Total                                                   | 404 576 | 100   | -     | 6      | en stagnation |
| Abstention             | Abstention                                              | 154 671 | 27,66 |       |        |               |
| Inscrits/Participation | Inscrits/Participation                                  | 559 247 | 72,34 |       |        |               |

#### Cáceres
| Parti                  | Parti                                                   | Voix    | %     | +/-   | Sièges | +/-           |
| ---------------------- | ------------------------------------------------------- | ------- | ----- | ----- | ------ | ------------- |
|                        | Parti populaire (PP)                                    | 87 924  | 35,31 | 16,73 | 2      | en stagnation |
|                        | Parti socialiste ouvrier espagnol (PSOE)                | 84 758  | 34,04 | 2,51  | 2      | en stagnation |
|                        | Podemos                                                 | 34 730  | 13,95 | Nv.   | 0      | en stagnation |
|                        | Ciudadanos (Cs)                                         | 28 406  | 11,41 | Nv.   | 0      | en stagnation |
|                        | Gauche unie (IU-UP)                                     | 7 252   | 2,91  | 2,37  | 0      | en stagnation |
|                        | Parti animaliste contre la maltraitance animale (PACMA) | 1 363   | 0,55  | 0,20  | 0      | en stagnation |
|                        | Union, progrès et démocratie (UPyD)                     | 1 074   | 0,43  | 3,01  | 0      | en stagnation |
|                        | Liste commune EU-CEx                                    | 1 070   | 0,43  | 0,23  | 0      | en stagnation |
|                        | Vox                                                     | 518     | 0,21  | Nv.   | 0      | en stagnation |
|                        | Recortes Cero-Grupo Verde (RC-GV)                       | 338     | 0,14  | Nv.   | 0      | en stagnation |
|                        | Vote blanc                                              | 1 559   | 0,63  | 0,53  |        |               |
|                        |                                                         |         |       |       |        |               |
| Suffrages exprimés     | Suffrages exprimés                                      | 248 992 | 98,64 |       |        |               |
| Votes nuls             | Votes nuls                                              | 3 427   | 1,36  |       |        |               |
| Total                  | Total                                                   | 252 419 | 100   | -     | 4      | en stagnation |
| Abstention             | Abstention                                              | 98 618  | 28,09 |       |        |               |
| Inscrits/Participation | Inscrits/Participation                                  | 351 037 | 71,91 |       |        |               |